# Kannel

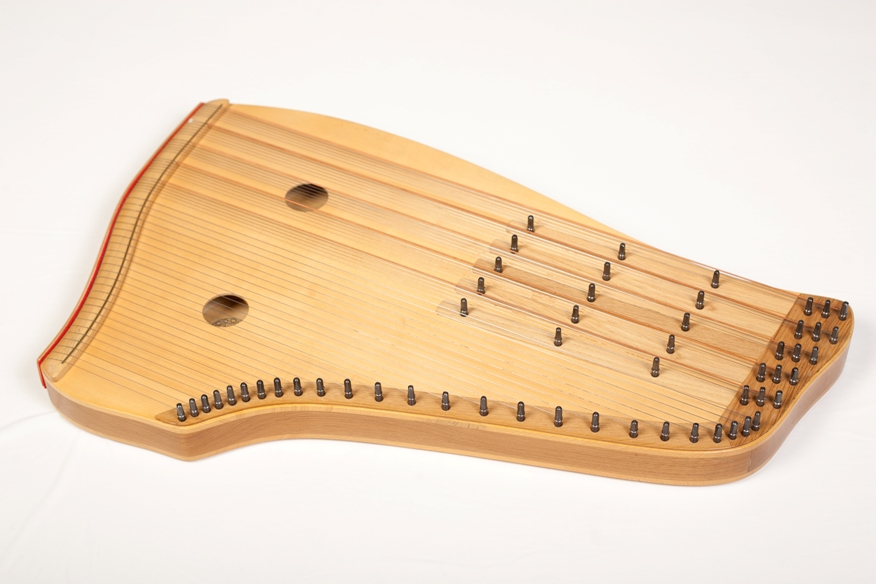
Współczesny kannel chromatyczny posiada duże, płaskie pudło rezonansowe, które grający umieszcza na swoich kolanach lub na stelażu.

Kannel – estoński instrument muzyczny zbliżony do cytry. Wraz z łotewskim instrumentem kokles, rosyjskimi gęślami i fińskim kantele należy do grupy tzw. psalteriów bałtyckich. Choć w Estonii uważany był za instrument narodowy, nauka gry na nim podupadła w XX wieku. W ostatnich latach notuje się jednak wzrost zainteresowania nim.
Tradycyjny kannel posiada od pięciu do dwunastu strun wykonanych z metalu lub naturalnych włókien, rozciągniętych ponad pudłem rezonansowym. Grający umieszcza pudło na kolanach lub na specjalnym stelażu i palcami szarpie struny umieszczone prostopadle. Najwyższe znajdują się najbliżej grającego, najdalej od niego znajduje się grupa strun basowych. Tradycyjnie struny melodyczne szarpie się lewą ręką a prawa służy do akompaniowania, choć współcześnie znanych jest wiele stylów gry. Wytwarzane od końca XIX wieku kannele chromatyczne mogą mieć 20, 30 a nawet 50 strun.

## Historia
Kannel był od najdawniejszych czasów uważany za jeden z najważniejszych instrumentów w estońskiej muzyce ludowej. Niektórzy autorzy podają, że był w użyciu już w I tysiącleciu przed naszą erą. Jego nazwa wywodzi się od proto-bałtyckiego określenia kāntles oznaczającego „śpiewające drzewo”, stąd podobieństwo nazw do litewskiego instrumentu kanklės czy łotewskiego kokles. Od lat 70. XX wieku popularna jest teza o wyewoluowaniu kannelu z antycznej liry pod wpływem kontaktów Bałtów z innymi kulturami. Jako że kannel od najdawniejszych czasów kojarzony był w estońskich wierzeniach ludowych z muzyką bogów lokalnego panteonu, tradycyjnie drzewo z którego miał zostać wykonany instrument należało ściąć po czyjejś śmierci, ale przed jego pogrzebem.
Początkowo kannel wyposażony był w dłubany w drewnie rezonator i kilka do kilkunastu strun ułożonych w skali diatonicznej. Dźwięk tradycyjnego kannelu przypominał skrzyżowanie gitary z klawesynem i harfą. Jako że instrumenty te wykonywali najczęściej sami muzycy, każdy z zachowanych do dziś egzemplarzy jest nieco inny, posiada też nieco inne brzmienie. Jeden z zachowanych w Muzeum Teatru i Muzyki w Tallinnie egzemplarzy z ok. 1830 roku posiada dłubane pudło rezonansowe o grubości ok. 7 milimetrów pod strunami, gdzie podczas gry występują największe naprężenia, i zaledwie ok. dwóch milimetrów od strony dna.

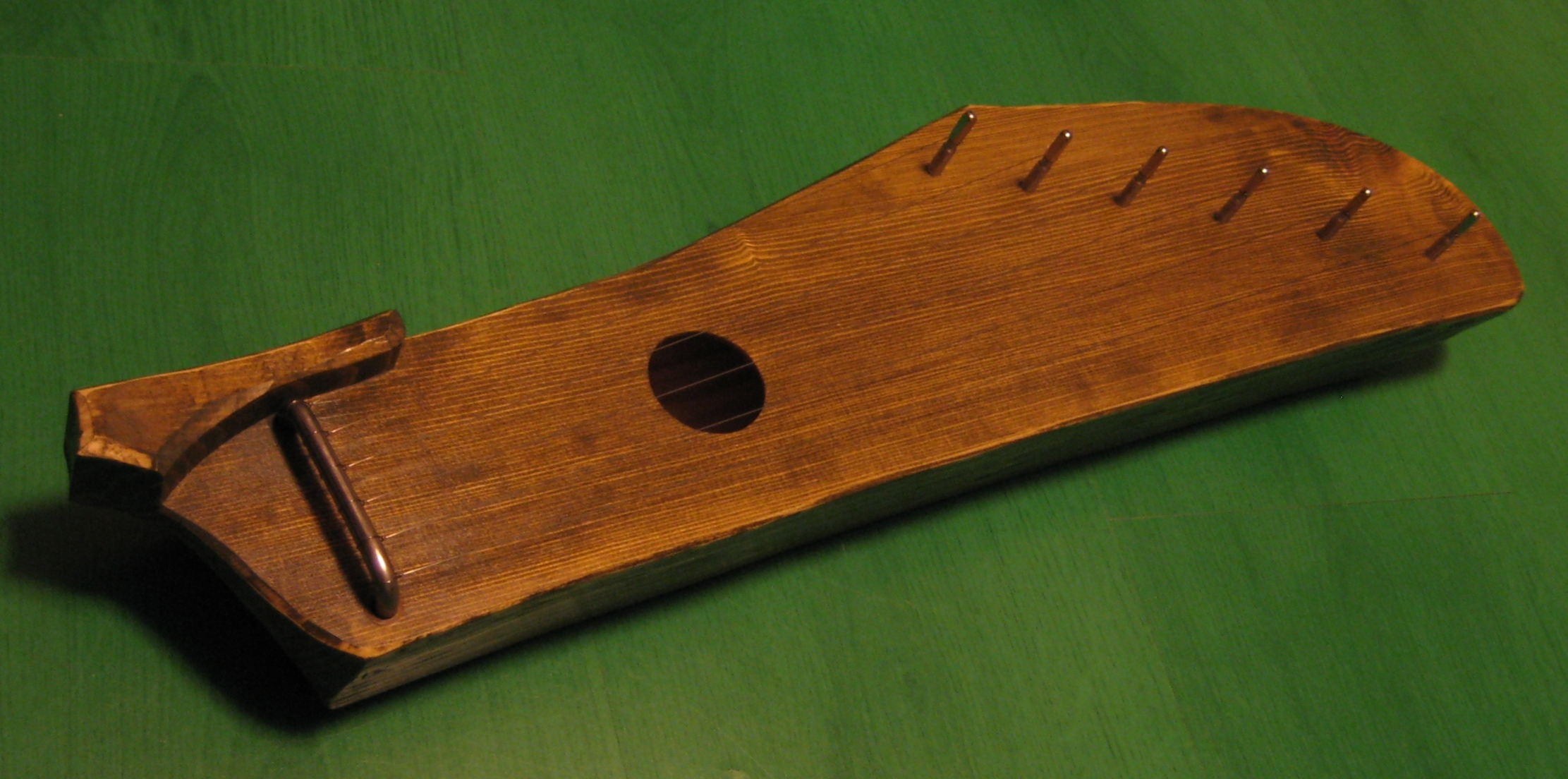
Kannele wykonane przed XIX wiekiem zwykle były dużo mniejsze, posiadały także mniej strun.

W początkach XIX wieku, pod wpływem środkowoeuropejskiej sztuki lutniczej, tradycyjny dłubany rezonator coraz częściej zastępowano pudłem rezonansowym. Mniej więcej w tym samym czasie zaczęto stosować struny basowe z owijką, wcześniej praktycznie niespotykane. Na przełomie XIX i XX wieku grupa strun basowych przybrała obecną formę, zbliżoną do stosowanych w budowie cytr bezprogowych. Od tego czasu typowy kannel posiada kilka oktaw strun melodycznych oraz zgrupowane struny basowe dla akompaniamentu. Z czasem do instrumentu zaczęto dodawać więcej strun, coraz częściej ułożonych w skali chromatycznej. Dodanie większej ilości strun pozwoliło na grę akordami, a nie tylko pojedynczymi dźwiękami. W czasach okupacji krajów bałtyckich przez ZSRR tworzono także specjalistyczne kannele sopranowe, altowe, tenorowe czy basowe. Z powodu wpływu cymbałów na kształt współczesnych kanneli, w północnej Estonii często nazywane bywają simbel.
Tradycyjne niewielkie kannele o pięciu do 12 strun pozostają w użyciu głównie w odległych rejonach Estonii: wśród zamieszkujących region Setomaa Setów, a także na wyspach Hiuma i Sarema.

## Znaczenie dla kultury estońskiej
W XIX wieku Jakob Hurt wydał drukiem trzy zbiory tradycyjnych estońskich pieśni ludowych. Choć nie wszystkie napisano na ten instrument, kolekcję zatytułował „Vana Kannel” – „Stary kannel”. W czasie estońskiego odrodzenia narodowego instrument nabrał znaczenia symbolicznego i stał się jednym z symboli narodowych Estończyków. W wydanym w końcu lat 50. XIX wieku estońskim eposie narodowym Kalevipoeg skompilowanym przez Friedricha Kreutzwalda, bóg muzyki Vanemuine przemierza świat ze swoim kannelem, sam poemat zaczyna się od inwokacji Użycz mi swego kannelu, Vanemuine! (est. Laena mulle kannelt, Vanemuine!).

## Źródła